# Глебово (Свердловский район)
Глебово — деревня в Свердловском районе Орловской области. Входит в состав Кошелёвского сельского поселения. Население — 1 чел. (2010).

## География
Деревня расположена на берегу реки Бич.
Уличная сеть представлена одним объектом: Овражная улица.
Географическое положение: в 10 километрах от районного центра — посёлка городского типа Змиёвка, в 35 километрах от областного центра — города Орёл и в 355 километрах от столицы — Москвы.

## Население
| 2010 |
| ---- |
| 1    |